# Lý Toàn
Lý Toàn (chữ Hán: 李全, ? – 1231), người Bắc Hải Duy Châu, thủ lĩnh Hồng Áo quân thời Kim.

## Tiểu sử
Sinh ra trong một gia đình nhà nông, thuở nhỏ đã phải tắm rửa trâu ngựa bên bờ sông, "thân cao tám thước, tay cầm thương sắt". Lý Toàn giỏi sử dụng cây thương sắt nên được mọi người gọi là Lý Thiết Thương. Ông tụ tập bọn giặc cướp tung hoành cả một vùng Sơn Đông, sau bị quan phủ ráo riết truy nã bèn gia nhập Hồng Áo quân. Phu nhân của ông là Dương Diệu Chân, em gái của thủ lĩnh Hồng Áo quân Dương An Nhi, hiệu là Lý Cô Cô, cũng nổi tiếng về thương pháp, tự xưng "Nhị thập niên Lê Hoa thương thiên hạ vô địch", cùng Lý Toàn kết thành vợ chồng trên núi Ma Kỳ.
Tháng Giêng năm Hưng Định thứ 2 thời Kim (1218), nhằm năm Gia Định thứ 11 bên Tống, Lý Toàn tiếp nhận lệnh chiêu an của triều đình Nam Tống, gọi là "Trung nghĩa quân", được cấp phát tiền lương. Cũng trong năm này, Lý Toàn thống lĩnh đại quân bắc chinh, bị quân Kim đánh bại tại Cử Châu. Tháng 9 cùng năm, ông tiến đánh Hải Châu, công phá Mật Châu, bắt sống Hoàng Quặc (A Lỗ Đạt). Năm Bảo Khánh thứ 2 thời Tống (1226), đại quân Mông Cổ phát động tiến công Thanh Châu, Lý Toàn sai huynh trưởng Lý Phúc xuống phía nam cầu viện, tự mình trấn thủ khổ nhọc suốt một năm trời, về sau bại trận đầu hàng người Mông Cổ. Bột Lỗ mười phần coi trọng Lý Toàn, giao làm chuyên chế Sơn Đông hành tỉnh, không may anh trai Lý Phúc bị quân Tống sát hại.
Mùa đông năm Thiệu Định thứ 3 thời Tống (1230), Lý Toàn cử binh thảo phạt Nam Tống nhằm báo thù cho anh, tháng 11 đại quân tiến đánh cửa nam thành Dương Châu, vấp phải sự kháng cự của Đô thống Triệu Thắng và Phó Đô thống Đinh Thắng. Năm Chính Đại thứ 8 thời Kim (1231), Lý Toàn mở yến tiệc tại Bình Sơn đường chiêu đãi tướng sĩ có công, đột nhiên bị thuộc hạ của tướng Tống Triệu Phạm phát hiện, lập tức phát binh ra đánh, Lý Toàn không kịp chống đỡ chết trong đám loạn quân, thi thể bị quân Tống băm vằm thành trăm mảnh.